# Kazimierz Zarębski
Kazimierz Stanisław Zarębski, ps. „Waldemar Orski” (ur. 14 września 1893 w Warszawie, zm. 29 września 1962 w Lizbonie) – major uzbrojenia Wojska Polskiego, działacz niepodległościowy, kawaler Orderu Virtuti Militari, handlowiec.

## Życiorys
Urodził się 14 września 1893 w Warszawie, w rodzinie Franciszka (1866–1951) i Józefy z Sławińskich (1867–1905). Był bratem Jana (ur. 1897), Janiny (1897–1942), ofiary KL Auschwitz i Jerzego (1900–1948). W latach 1904–1912 uczęszczał do gimnazjum w Kielcach.
W czasie I wojny światowej walczył w szeregach 6 pułku piechoty Legionów Polskich. Był sierżantem w 3. oddziale karabinów maszynowych. 1 stycznia 1917 został mianowany chorążym piechoty. Od 7 maja 1917 służył w Obozie Ćwiczeń Wojsk Polskich Nr 6 w Zambrowie.
1 czerwca 1921 pełnił służbę w Departamencie V Uzbrojenia Ministerstwa Spraw Wojskowych, a jego oddziałem macierzystym był 25 pułk piechoty. 3 maja 1922 został zweryfikowany w stopniu kapitana ze starszeństwem od 1 czerwca 1919 i 4. lokatą w korpusie oficerów uzbrojenia, a jego oddziałem macierzystym był Okręgowy Zakład Uzbrojenia Nr 1 w Warszawie. Następnie pełnił służbę w Departamencie III Artylerii i Uzbrojenia MSWojsk., pozostając oficerem nadetatowym Okręgowego Zakładu Uzbrojenia Nr 1. 31 marca 1924 prezydent RP nadał stopień majora ze starszeństwem z dnia 1 lipca 1923 i 5. lokatą w korpusie oficerów uzbrojenia. Później został przeniesiony do kadry oficerów artylerii i przydzielony do Zakładu Amunicyjnego Nr 5. W listopadzie 1928 został przydzielony do Głównej Składnicy Uzbrojenia Nr 5 na stanowisko kierownika. Z dniem 31 stycznia 1930 został przeniesiony z Głównej Składnicy Uzbrojenia Nr 3 w stan nieczynny (bez poborów) na przeciąg 12 miesięcy. Z dniem 31 stycznia 1931 przedłużono mu okres pozostawania w stanie nieczynnym na dalsze 6 miesięcy. Z dniem 31 lipca 1931 przedłużono mu stan nieczynny na dalsze 12 miesięcy, a później do dnia 31 grudnia 1932. Z dniem 31 grudnia 1932 został przeniesiony do rezerwy z równoczesnym przeniesieniem do Kadry 1 Oddziału Służby Uzbrojenia.
1 września 1930 został zatrudniony w SEPEWE Spółce z o.o. w charakterze prokurenta, a następnie (do września 1939) wicedyrektora. Mieszkał w Warszawie przy ul. Twardej 25 m. 14. Społecznie pełnił funkcję kierownika Placówki Nr 6 Okręgu Stołecznego Związku Legionistów Polskich.
12 września 1939 udał się do Moskwy w celu negocjacji wojskowych zakupów. Wobec tempa rozwoju wydarzeń zakupy te nie mogły zostać sfinalizowane. Do 1945 działał w polskim wywiadzie w Hiszpanii pod przykrywką pracownika Delegatury Polskiego Czerwonego Krzyża. W latach 1952–1962 był pracownikiem Sekcji Polskiej filii Radia Wolna Europa w Portugalii. Zmarł 29 września 1962 w Lizbonie.
Był żonaty z Haliną Pelagią z Goszczyńskich (ur. 1892), z którą miał syna Wojciecha Józefa ps. „Halinka” (1920–1989), podporucznika Armii Krajowej, dowódcę plutonu w kompanii „Topolnicki” Brygady Dywersji „Broda 53”, odznaczonego między innymi Orderem Virtuti Militari i Krzyżem Walecznych (dwukrotnie).

## Ordery i odznaczenia
- Krzyż Srebrny Orderu Wojskowego Virtuti Militari nr 6341 – 17 maja 1922[30][31][32][33][34]
- Krzyż Niepodległości – 27 czerwca 1938 „za pracę w dziele odzyskania niepodległości”[35][2][36]
- Krzyż Walecznych czterokrotnie „za udział w b. Legionach Polskich”[37][38]
- Złota Odznaka Honorowa Ligi Obrony Powietrznej i Przeciwgazowej I stopnia – 1938[39]
- Krzyż Pamiątkowy 6 Pułku Piechoty Legionów Polskich („Krzyż Wytrwałości”)[6]
- Krzyż Oficerski jugosłowiańskiego Orderu Świętego Sawy[40]